# سیارک ۲۲۳۱
سیارک ۲۲۳۱ (به انگلیسی: 2231 Durrell، نامگذاری:1941SG) دو هزار و دویست و سی و یکمین سیارک کشف شده‌است که در ۲۱ سپتامبر ۱۹۴۱ کشف شد.
قدر مطلق سیارک برابر ۱۲٫۴۰ است.